# Maximovca
Maximovca è un comune della Moldavia situato nel distretto di Anenii Noi di 1.783 abitanti al censimento del 2004